# Fatayer
El fatayer (en árabe, فطاير) o fataer (dialecto levantino) es un pastel o empanadilla típica del Medio Oriente que se rellena con carne, espinacas (sabanej) o algún queso (ŷibne) como el feta o el akkawi. Es una de las preparaciones más tradicionales de la cocina árabe (y por influencia inmigratoria, sudamericana) y se come en Irak, Siria, Egipto, Líbano, Jordania, Palestina, Argentina, y otros países.

## Origen
Su origen exacto es desconocido, se cree que surgió unos siglos atrás antes de Cristo en las zonas donde del Levante mediterráneo. En la Edad Media, está era una de las formas en las que se conserva mejor la carne una vez preparada, debido a que su cocción dentro de la masa permitía que se podía preservar varios días luego de su cocción; al momento de servirlas se las volvía a hornear en pastas más finas.